# 小鱗無線鰨
小鱗無線鰨（学名：Symphurus microlepis）為輻鰭魚綱鰈形目鰨亞目舌鰨科的其中一種，為深海魚類，分布於中太平洋東部巴拿馬灣海域，棲息深度523-530公尺，體長可達10公分，棲息在泥底質底層水域，生活習性不明。
其种加词“microlepis”意为“细鳞的”。